# Kako
Prinses Kako van Akishino (Japans: 佳子内親王, Kako Naishinnō; Tokio, 29 december 1994) is het tweede kind en de jongste dochter van prins Fumihito en prinses Kiko. Ze is een kleinkind van keizer Akihito en keizerin Michiko van Japan.

## Biografie
Prinses Kako werd op 29 december 1994 geboren in het Japanse keizerlijke paleis Kokyo in Tokio. Ze heeft een oudere zus, Mako, en een jongere broer, prins Hisahito. Ze volgde, net als haar zus, het basis- en middelbaar onderwijs aan de Gakushūinschool. Van 2013 tot 2014 studeerde ze aan de Gakushūin University en in 2015 vervolgde ze haar studie aan de International Christian University.
In 2017 besloot ze haar zus achterna te gaan door ook in het Verenigd Koninkrijk te studeren. De prinses ging echter naar een andere universiteit dan Mako; Kako wilde een mastergraad behalen aan de universiteit van Leeds. In haar jeugd deed ze aan kunstschaatsen.
De prinses werd in 2014 volwassen en kreeg het Grootkruis in de Orde van de Kostbare Kroon. Ze is ongehuwd.